# Groove Elation
Groove Elation è un album jazz del chitarrista e compositore John Scofield.
Pubblicato il 24 ottobre del 1995, è stato registrato negli studi dell'The Power Station di New York,

## Tracce
1. Lazy – 4:46
2. Peculiar – 6:33
3. Let The Cat Out – 5:35
4. Kool – 4:49
5. Old Soul – 5:21
6. Groove Elation – 6:50
7. Carlos – 7:28
8. Soft Shoe – 6:06
9. Let It Shine – 6:04
10. Bigtop – 6:33

Durata totale - 58:05

## Formazione
- John Scofield - Chitarra Acustica e Chitarra Elettrica
- Billy Drewes - sax tenore, flauto
- Howard Johnson - sax baritono, tuba, clarinetto basso
- Randy Brecker - tromba
- Steve Turre - trombone
- Larry Goldings - piano, organo
- Dennis Irwin - basso
- Idris Muhammad - batteria
- Don Alias - percussioni